# Архимандрит Герасим (Зелић)
Герасим (рођен Зелић, Жегар, 11. јун 1752. — Будим, 26. март 1828) био је српски калуђер и архимандрит у манастиру Крупи, епископски викар у Далмацији и Боки которској.

## Биографија
Родио се у лето 1752. године као Кирил у старој свештеничкој породици, од оца Андреје и мајке Јоане. Домаћин кућне задруге био је стриц поп Стефан парох у Жегару. Замонашио се у оближњем манастиру Крупи, где су се учила и његова три старија брата.
Много је путовао, делом из личне жеље, делом је био присиљен као млетачки емигрант. Био је два пута заточен, једанпут у Бечу, а други пут у Будиму.
По угледу на Доситеја Обрадовића написао је аутобиографију, али није успео да по литерарној вредности стигне до свог узора. Жив и читак начин излагања, обиље занимљивих животних и културно-историјских података, посебно о Далмацији његовог времена, карактеришу га ипак као успешног причаоца.
У аутобиографији није увек потпуно отворен и тачан. Најчешће је прећутао оне околности из свог живота које би га учиниле сумњивим властима.
Његов савременик био је архимандрит манастира Крке Саватије Васиљевић (1755—1809), који му је 1808-1809. године помагао у вршењу викаријатске службе.
Кад је у Пешти 4. фебруара 1826. године основана Матица српска, он се већ 15. фебруара јавља као први - нови члан (поред оснивача). Отац Герасим је (уместо редовне чланарине од 40 ф.) попут оснивача, дао пуну чланарину од 100 ф.
Зелић је имао и сликарских амбиција, али није успео да их оствари. Остао је на скромним иконографским покушајима.
Умро је 26. марта 1828. године у Будиму, где и почива на општем српском гробљу. На надгробном споменику пише да је „за православље ревнујући, гоњен био”.
Од 2013. године, у родном Жегару, тачније Каштелу Жегарском трг носи његово име.